# Kazuyuki Kyōya
Kazuyuki Kyōya (京谷 和幸 Kyōya Kazuyuki?, nacido el 13 de agosto de 1971 en Muroran) es un exfutbolista japonés que se desempeñaba como centrocampista, y jugador de baloncesto en silla de ruedas.

## Biografía
Después de graduarse de la escuela secundaria Muroran Otani en 1990, se unió al Furukawa Electric (posteriormente JEF United Ichihara) de la Japan Soccer League. El 13 de octubre de 1993 el atleta se vio involucrado en un accidente de auto, que le produjo una paraplejia.
Kyoya comenzó a jugar al baloncesto en silla de ruedas en 1994. Kyoya fue elegido para integrar la selección nacional de Japón para los Juegos Paralímpicos de Sídney 2000, 2004, 2008 y 2012.

## Trayectoria

### Clubes
| Club                                    | País  | Año         |
| --------------------------------------- | ----- | ----------- |
| Furukawa Electric / JEF United Ichihara | Japón | 1990 - 1993 |

## Estadística de carrera
| Club                | Año     | Liga  | Liga  | Copa de la Liga | Copa de la Liga | Total | Total |
| Club                | Año     | Part. | Goles | Part.           | Goles           | Part. | Goles |
| ------------------- | ------- | ----- | ----- | --------------- | --------------- | ----- | ----- |
| Furukawa Electric   | 1990/91 | 1     | 0     | 1               | 0               | 2     | 0     |
| Furukawa Electric   | 1991/92 | 10    | 0     | 0               | 0               | 10    | 0     |
| JEF United Ichihara | 1992    | -     | -     | 0               | 0               | 0     | 0     |
| JEF United Ichihara | 1993    | 0     | 0     | 1               | 0               | 1     | 0     |
| Total               | Total   | 11    | 0     | 2               | 0               | 13    | 0     |